# Ondřej Vencl
Ondřej Vencl (sinh 7 tháng 11 năm 1993) là một cầu thủ bóng đá Cộng hòa Séc thi đấu cho FC Nitra ở vị trí hậu vệ.

## Sự nghiệp câu lạc bộ

### FC Nitra
Vencl ra mắt chuyên nghiệp cho FC Nitra trước FC ViOn Zlaté Moravce ngày 11 tháng 8 năm 2017.